# Emil-Frank-Institut
Das Emil-Frank-Institut an der Universität Trier und an der Theologischen Fakultät Trier ist eine rechtlich eigenständige Einrichtung, das der Begegnung von Juden und Nichtjuden dient und deren Träger der gemeinnützige „Trägerverein des Emil-Frank-Instituts e. V.“ mit Sitz in Wittlich ist.

## Gründung
Der Namensgeber des Instituts Emil Frank war langjähriger Vorsteher der jüdischen Gemeinde in Wittlich. Das Institut, das seinen Namen trägt, wurde im Jahre 1997 auf Initiative von Reinhold Bohlen an der Universität Trier und der Theologischen Fakultät Trier in Zusammenarbeit mit der Stadt Wittlich gegründet. Bohlen der von 1997 bis zum Juni 2013 ehrenamtlicher Direktor des Instituts war, wurde 2013 vom Theologen Hans-Georg Gradl abgelöst, der das Amt bis zum 31. Mai 2018 innehielt. Vom 1. Juni 2018 bis zum 30. März 2021 war der Theologe Erasmus Gaß Direktor des Instituts. Seitdem leitet der Islamwissenschaftler und Theologe Dennis Halft OP das Institut. Das Logo des Instituts zeigt die Vorderansicht der ehemaligen Synagoge in Wittlich.

## Zielsetzung des Instituts
Das Emil-Frank-Institut ist eine Begegnungsstätte für Juden und Nichtjuden, die sich für die Forschung, Lehre und Weiterbildung sowie für die Förderung um das Wesen und die Geschichte des Judentums auf nationaler wie internationaler Ebene interessieren. Ziele des Instituts sind u. a. die aktive Beteiligung am Dialog zwischen Christen und Juden, um damit die inneren Beziehungen zwischen den Religionen bewusst werden zu lassen. Insbesondere sollen hierbei Kontakte zu jüdischen Repräsentanten, Institutionen und Bildungsstätten im In- und Ausland hergestellt werden. Ein weiterer Forschungsbereich des Instituts ist die Erfassung der Geschichte der jüdischen Gemeinden und deren Niederlassungen im Gebiet von Mosel, Eifel und Hunsrück. Das Institut das mit der Stadtbücherei Wittlich kooperiert, besitzt eine sich stetig vergrößernde Bibliothek und Mediathek auf wissenschaftlicher Basis mit der Möglichkeit zur Ausleihe und einem Bestand, der sich gegenwärtig auf über 11.000 Medieneinheiten beläuft. Weiterhin bietet das Institut Veranstaltungen, Tagungen, Seminare, Sprachkurse, Lesungen und Exkursionen an, um damit das Wissen über die jüdische Religion, deren Geschichte und Kultur sowie den Staat Israel und die Nahost-Problematik zu vermitteln.

## Publikationen
- Jahresbericht / Emil-Frank-Institut an der Universität und an der Theologischen Fakultät Trier 1998
- Schriften des Emil-Frank-Instituts 1999
- Jahresbericht / Emil-Frank-Institut an der Universität und an der Theologischen Fakultät Trier 2010
- 50 Jahre Israel: Dokumentation einer Veranstaltungsreihe des Emil-Frank-Instituts (Schriften des Emil-Frank-Instituts), von Hardy Ostry, 1. Januar 1999